# Боволоне
Боволоне (італ. Bovolone, вен. Bovołon) — муніципалітет в Італії, у регіоні Венето, провінція Верона.
Боволоне розташоване на відстані близько 390 км на північ від Рима, 100 км на захід від Венеції, 24 км на південний схід від Верони.
Населення — 15 867 осіб (2014).
Щорічний фестиваль відбувається 3 лютого. Покровитель — святий Власій.

## Демографія
Населення за роками:

Станом на 1 січня 2023 року в муніципалітеті офіційно проживав 2051 іноземець з 60 країн, серед них 681 громадянин країн Євросоюзу та 34 громадяни України.

## Сусідні муніципалітети
- Череа
- Конкамаризе
- Ізола-делла-Скала
- Ізола-Рицца
- Оппеано
- Саліццоле
- Сан-П'єтро-ді-Морубіо